# Centrale solaire photovoltaïque de Dechy
La centrale solaire photovoltaïque de Dechy  est un projet de construction d'une centrale solaire photovoltaïque au nord de Dechy, contre les limites avec Sin-le-Noble, dans le Nord, en France, prévu pour être opérationnelle dans les années 2020.

## Histoire

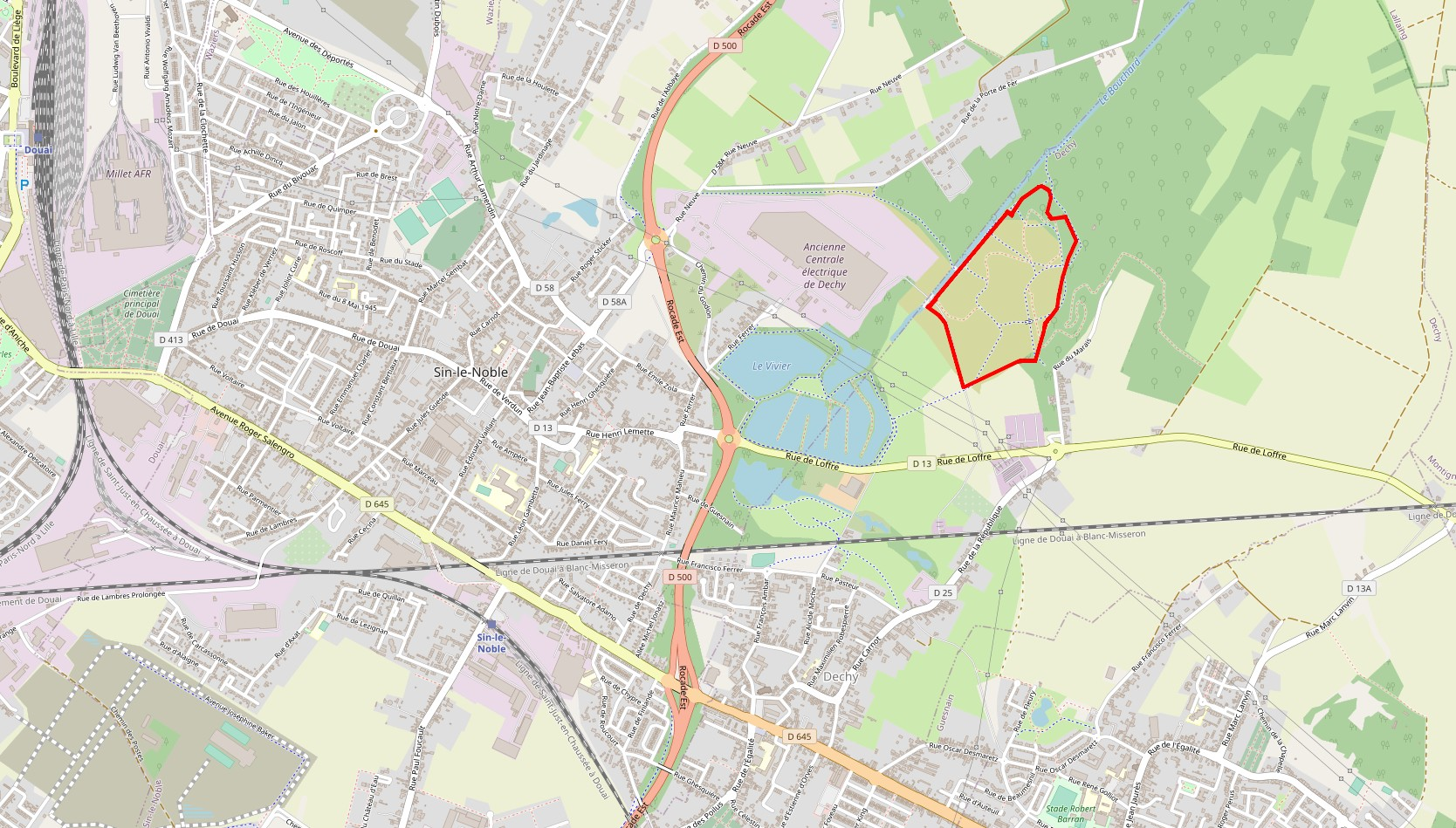
Localisation de la centrale dans Sin-le-Noble et Dechy.

Fin janvier 2023 est présenté le projet d'installer des panneaux solaires photovoltaïques sur dix-huit hectares du terril no 146, Centrale de Dechy, résultat de l'exploitation de la centrale thermique du même nom. Le site est localisé au nord de Dechy, contre le finage de Sin-le-Noble. Le site choisi est situé à proximité immédiate d'un poste électrique.